# Solange Michel
Solange Michel (Paris, 27 novembre 1912 - Bourges, 15 décembre 2010) est un mezzo-soprano française qui se produisit en concert, en récital et surtout à l'opéra, des années 1930 jusqu'aux années 1970. On l'associe particulièrement au grand répertoire de l'opéra français : ce fut une des plus vaillantes interprètes du rôle-titre de Carmen de Georges Bizet dans la France de l'après-guerre.

## Vie et carrière
De son vrai nom Solange Bouquin, née à Paris, Solange Michel fut l'élève de Thomas-Salignac et d'André Gresse au Conservatoire de Paris. Chanteuse de concert au commencement de sa carrière, elle se fit d'abord entendre à la radio en 1936, et fit ses débuts sur scène en 1942, dans le rôle de Charlotte de Werther de Jules Massenet.

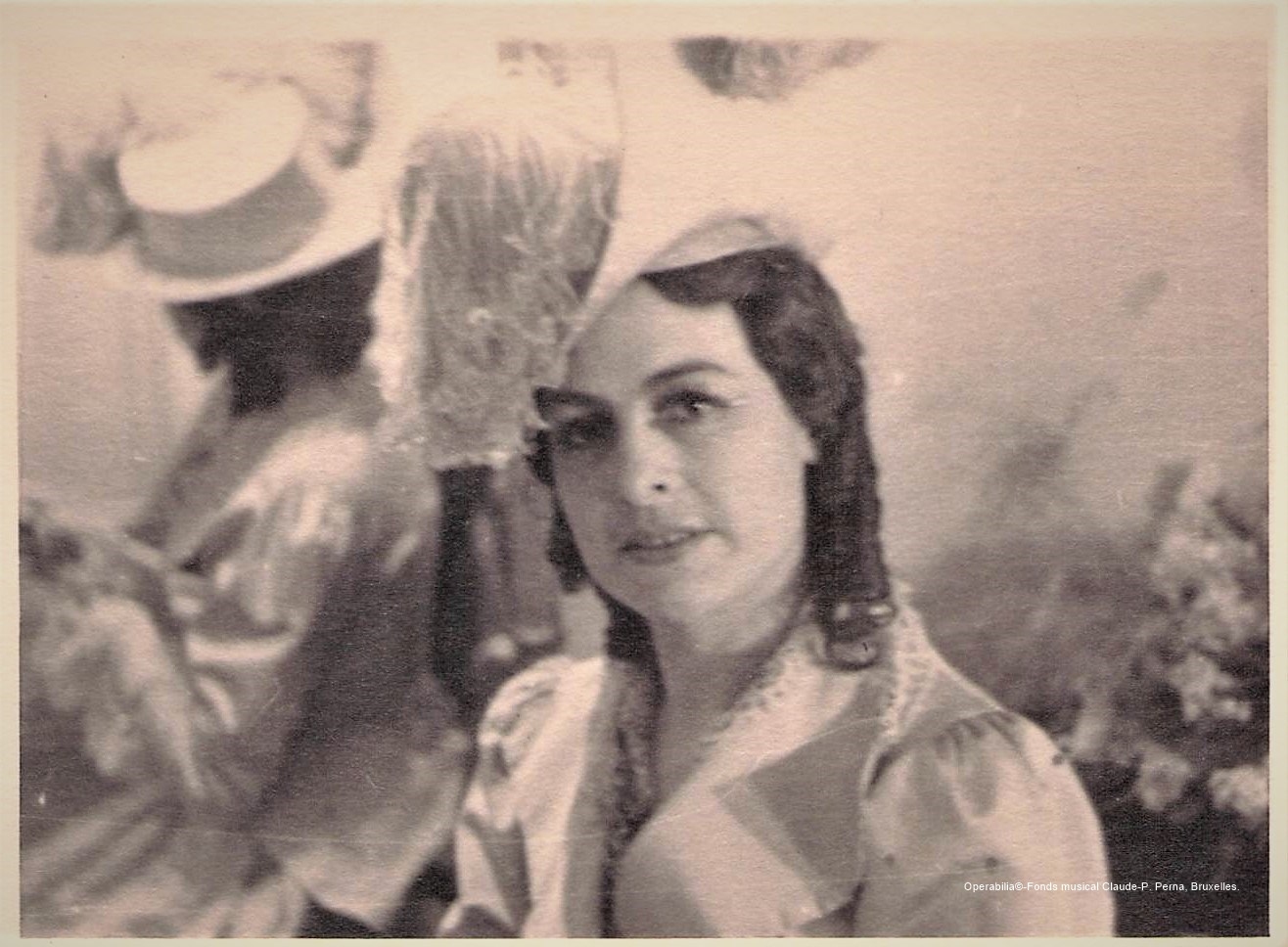
Solange Michel dans le rôle de Charlotte, Werther, Opéra-Comique, ca. 1948.

En 1945, elle prend le nom de Solange Michel et rejoint la troupe de l'Opéra-Comique où elle débute dans Mignon. Peu après, elle est invitée par l'Opéra de Paris, et s'impose rapidement comme le premier mezzo de son époque. Son interprétation du rôle-titre de Carmen est aujourd'hui toujours considérée comme un classique incontournable.
Parmi ses autres rôles marquants : la Mère dans Louise de Gustave Charpentier, qu'elle interprète souvent, notamment sous la direction du compositeur qui la tient en haute estime, Charlotte, Dalila dans Samson et Dalila de Camille Saint-Saëns, Geneviève dans Pelléas et Mélisande de Debussy, Marguerite dans La Damnation de Faust de Berlioz, le rôle-titre dans l’Orphée de Gluck. Elle assura aussi quelques créations, comme Le Dernier sauvage de Gian Carlo Menotti en octobre 1963.
Sur le plan international, elle fut invitée par des maisons d'opéra prestigieuses, telles que le Covent Garden de Londres, la Scala de Milan, le Teatro di San Carlo de Naples où elle crée la première italienne de Padmâvatî (1952), le Liceu de Barcelone, le Teatro Colón de Buenos Aires, mais aussi à Amsterdam, Bruxelles, Genève, Lisbonne, Madrid, etc.
Solange Michel était aussi une récitaliste appréciée ; elle se produisit pour la dernière fois en récital à Besançon en 1978.
Elle a participé à de nombreux enregistrements, dont une désormais célèbre Carmen, aux côtés de Raoul Jobin, et Faust de Gounod, dans le rôle de Dame Marthe, tous deux dirigés par André Cluytens.

## Sources
- Alain Pâris, Dictionnaire des interprètes et de l'interprétation musicale au XXe siècle, Paris, Robert Laffont, coll. « Bouquins », 1989, 1112 p. (ISBN 978-2-221-06660-7 et 2-221-06660-X, OCLC 319830089)

- (en) Cet article est partiellement ou en totalité issu de l’article de Wikipédia en anglais intitulé « Solange Michel » (voir la liste des auteurs).